# Bídníci (film, 1982)
Bídníci (v originále Les Miserables) je francouzský hraný film z roku 1982, který režíroval Robert Hossein podle stejnojmenného románu Victora Huga.

## Děj
Jean Valjean je v roce 1815 propuštěn z vězení v Toulonu, kde strávil 19 let za to, že ukradl bochník chleba a čtyřikrát se pokusil o útěk. Nese si v sobě silnou nenávist ke společnosti až do dne, kdy se mu biskup z Digne ukáže cestu dobra.
V roce 1818 mladá žena Fantine, kterou zbaběle opustil její milenec, se kterým má dceru Cosette, odjíždí z Paříže. Na cestě do svého rodného města Montreuil, kde doufá, že najde práci, naléhavě svěří péči o svou dceru manželům Thénardierům, hostinským z Montfermeilu, ze kterých se ale vyklubou šmejdi nejhoršího druhu.
V roce 1823 je Fatima donucena chudobou k prostituci, zachráněna starostou Montreuil-sur-Mer, panem Madeleinem, před pomstychtivostí policejního inspektora Javerta. Pan Madeleine je ve skutečnosti Jean Valjean, který se rozhodl odčinit krádež u biskupa. Založil v Montreuil prosperující podnik a stal se starostou.
Valjean slíbí umírající Fantine, že se postará o její dceru. Vykoupí ji od Thénardierových a skryje ji před nemilosrdný Javertem v klášteře v Paříži.
V roce 1830 se student práv Marius Pontmercy protlouká životem, protože ho jeho royalistický dědeček vyhodil na ulici kvůli jeho republikánským názorům.
V roce 1831 se Marius během svých procházek v Lucemburské zahradě zamiluje do mladé dívky, kterou často potkává, ale ta se neustále drží u svého otce.
V červnu 1832 vypukne v Paříži krvavé povstání, během něhož Marius nalezne Cosettu a Valjean, zatímco oni sami jsou vypátrání Javertem.
Javert však nakonec Valjeana odmítne zatknout a skončí život skokem do Seiny. Později se Marius a Cosette vezmou. OStarý osamělý Jean Valjean umírá.

## Obsazení
| Lino Ventura         | Jean Valjean / pan Madeleine                      |
| Michel Bouquet       | inspektor Javert                                  |
| Jean Carmet          | Thénardier, hostinský z Montfermeil               |
| Evelyne Bouix        | Fantine                                           |
| Valentine Bordelet   | Cosette jako dítě                                 |
| Christiane Jean      | Cosette dospělá                                   |
| Frank David          | Marius Pontmercy                                  |
| Emmanuel Curtil      | Gavroche Thénardier                               |
| Françoise Seigner    | Thénardierová, hostinská                          |
| Candice Patou        | Éponine Thénardierová                             |
| Corinne Dacla        | Azelma Thénardierová                              |
| Louis Seigner        | Bienvenu Myriel, biskup z Digne                   |
| Fernand Ledoux       | Gillenormand, strýc Maria Pontmercyho             |
| Hervé Furic          | Enjolras                                          |
| Dominique Davray     | La Magnon                                         |
| Martine Pascal       | matka představená                                 |
| Valérie Bony         | služka                                            |
| Paul Préboist        | Fauchelevent                                      |
| Robin Renucci        | Courfeyrac                                        |
| Alexandre Tamar      | Grantaire                                         |
| Christian Benedetti  | Combeferre                                        |
| Roger Hanin          | hostinský                                         |
| Jean-Roger Caussimon | poslanec                                          |
| Jean-Marie Proslier  | senátor                                           |
| Max Montavon         | strážce v továrně                                 |
| Denise Bailly        | stará dáma v kostele                              |
| Eugène Berthier      | muž s kárkou                                      |
| Aline Bertrand       | Magloire, služebná u biskupa Myriela              |
| Jacques Blal         | Gervais, malý kominík                             |
| Jacques Brécourt     | Cochepaille, galejník                             |
| Madeleine Bouchez    | slečna Baptistine                                 |
| Denise Chalem        | Noémie                                            |
| Jacques Brucher      | četník                                            |
| Catherine Di Rigo    | Azelma                                            |
| Luc Delhumeau        | zřízenec na radnici                               |
| Viviane Elbaz        | sestra Simplice                                   |
| André Dumas          | zaměstnanec radnice                               |
| Claude Lancelot      | Bamatabois                                        |
| Agathe Ladner        | Éponine                                           |
| Gérard Laureau       | muž s kárkou                                      |
| Guillaume Lagorce    | malý Pierre                                       |
| Virginie Laner       | dělnice                                           |
| Gérard Laugier       | kněz                                              |
| Paul Pavel           | muž s kárkou                                      |
| Bernard Salvage      | bratr v křesťanské škole                          |
| Olivier Proust       | četník                                            |
| Raymond Studer       | Drevet, galejník při procesu s Champmathieum      |
| Dominique Zardi      | Chenildieu, galejník při procesu s Champmathieum  |
| Rose Thierry         | dílovedoucí v továrně                             |
| Armand Mestral       | advokát                                           |
| Georges Lycan        | Gueulemer                                         |
| Jean-Pierre Bernard  | advokát Champmathieua                             |
| Bernard Dumaine      | Mirat                                             |
| René Dupré           | předseda soudu                                    |
| Héléna Manson        | bytná v domě Corbeau                              |
| René Morard          | Deruche                                           |
| Arlette Thomas       | sestra v nemocnici                                |
| Tony Joudrier        | Bossuet                                           |
| Christophe Odent     | Bahorel                                           |
| Yvette Étiévant      | La Bréjon, pronajímatelka u Notre-Dame de Lorette |
| Denis Lavant         | Montparnasse                                      |
| Nathalie Nerval      | dcera pana Gillenormanda                          |
| Mado Maurin          | Toussaint, chůva Cosetty                          |
| Robert Dalban        | kočí                                              |
| Mario Luraschi       | černý jezdec                                      |
| Bernard Fatachi      | Bréjon                                            |
| Hubert Noël          | La Fayette                                        |
| Yaseen Khan          | služebník pana Gillenormanda                      |
| Robert Bazil         | policista ve stokách                              |
| Jacques Bretonnière  | vrátný pana Gillenormanda                         |
| Serge Malik          | Brejon                                            |
| André Chamel         | generál                                           |
| Alain Nobis          | policista ve stokách                              |
| Philippe Rouille     | strážce                                           |
| Jean-René Gossart    | Claquesous                                        |
| Jean-Marie Bernicat  | generálův zástupce                                |
| Nicolas Hossein      | ženichův svědek                                   |
| Henri Attal          | sluha v Saint-Cloud                               |
| Louise Busson        | Provensálka                                       |
| Johnny David         | Blachevelle                                       |
| Sylvie Delaunay      | Dahlia                                            |
| Guy Di Rigo          | důstojník na barikádách                           |
| Béatrice Halimi      | Favourite                                         |
| Lucienne Koegler     | chůva u pana Madeleina                            |
| Maurice Launet       | starý Provensálec                                 |
| André Obadia         | strážce ve věznici                                |
| Jacques Riberolles   | pekař                                             |
| Valérie Rojan        | Zéphine                                           |
| Ghislaine Trémoulet  | kojící matka                                      |
| Michel Weinstadt     | Fameuil                                           |

## Ocenění
- César: nejlepší herec ve vedlejší roli (Jean Carmet), nominace v kategoriích nejlepší herec (Lino Ventura), nejlepší původní scénář nebo adaptace (Robert Hossein), nejlepší kamera (Edmond Richard), nejlepší výprava (François de Lamothe)
- Mezinárodní filmový festival v Moskvě: Zvláštní cena (Robert Hossein)